# Wilhelm Baldus
Wilhelm Baldus (* 17. Juni 1918 in Münster; † 3. Juni 2000 ebenda) war ein deutscher Chirurg und ärztlicher Standespolitiker.

## Leben
Geboren 1918 in Münster, studierte er nach dem Abitur an den Universitäten Münster, Berlin und Leipzig Medizin. Er legte 1942 das Staatsexamen ab und wurde 1943 zum Doktor der Medizin promoviert. Nach der klinischen an Krankenhäusern in Essen und Osnabrück erhielt er 1950 die Anerkennung als Arzt für Chirurgie.
Ab 1952 war Wilhelm Baldus als niedergelassener Chirurg in Münster tätig und von 1973 bis 1989 Präsident der Ärztekammer Westfalen-Lippe.

## Ehrungen
- Verdienstkreuz 1. Klasse (1982)
- Ehrenpräsident der Ärztekammer Westfalen-Lippe (1989)
- Großes Verdienstkreuz (1989)
- Paracelsus-Medaille der Deutschen Ärzteschaft (1990)